# Marstonia halcyon
Marstonia halcyon är en snäckart som beskrevs av F. G. Thompson 1977. Marstonia halcyon ingår i släktet Marstonia och familjen tusensnäckor. IUCN kategoriserar arten globalt som livskraftig. Inga underarter finns listade i Catalogue of Life.